# Лакечакей
Лакечакей (англ. Lukachukai) — переписна місцевість (CDP) в США, в окрузі Апачі штату Аризона. Населення — 1424 особи (2020).

## Географія
Лакечакей розташований за координатами 36°24′42″ пн. ш. 109°13′34″ зх. д. / 36.41167° пн. ш. 109.22611° зх. д. (36.411735, -109.226149). За даними Бюро перепису населення США в 2010 році переписна місцевість мала площу 57,03 км², з яких 56,94 км² — суходіл та 0,09 км² — водойми.

## Демографія
Згідно з переписом 2010 року, у переписній місцевості мешкала 1701 особа в 479 домогосподарствах у складі 366 родин. Густота населення становила 30 осіб/км². Було 674 помешкання (12/км²).
Расовий склад населення:
| - 98,8 % — корінних американців - 0,4 % — білих |

До двох чи більше рас належало 0,8 %. Частка іспаномовних становила 1,9 % від усіх жителів.
За віковим діапазоном населення розподілялося таким чином: 34,2 % — особи молодші 18 років, 57,3 % — особи у віці 18—64 років, 8,5 % — особи у віці 65 років та старші. Медіана віку мешканця становила 27,4 року. На 100 осіб жіночої статі у переписній місцевості припадало 94,8 чоловіків; на 100 жінок у віці від 18 років та старших — 95,3 чоловіків також старших 18 років.
Середній дохід на одне домашнє господарство становив 38 995 доларів США (медіана — 30 074), а середній дохід на одну сім'ю — 44 479 доларів (медіана — 36 250). Медіана доходів становила 36 000 доларів для чоловіків та 32 841 долар для жінок. За межею бідності перебувало 40,2 % осіб, у тому числі 41,5 % дітей у віці до 18 років та 33,0 % осіб у віці 65 років та старших.
Цивільне працевлаштоване населення становило 341 осіб. Основні галузі зайнятості: освіта, охорона здоров'я та соціальна допомога — 50,1 %, будівництво — 14,1 %, мистецтво, розваги та відпочинок — 5,6 %, роздрібна торгівля — 4,1 %.